# Ziablikowo
Ziablikowo (ros. Зябликово) – stacja moskiewskiego metra linii Lublinsko-Dmitrowskiej. Nazwa stacji pochodzi od nazwy rejonu Ziablikowo w południowym okręgu administracyjnym Moskwy, gdzie jest położona. Istnieje tutaj możliwość przejścia na stację Krasnogwardiejskaja linii Zamoskworieckiej. Pełni funkcję południowej stacji końcowej linii. Budowę rozpoczęto w 1993 roku, ale ze względu na brak środków przerwano w 1996. Prace wznowiono w 2008 roku. Wyjścia prowadzą na ulice Jasnewaja i Woroneżskaja oraz na Orechowyj Bulwar.

## Konstrukcja i wystrój
Jednopoziomowa, jednonawowa stacja metra z jednym peronem położona na łuku tunelu. Na kolorystykę stacji składają się biel, czerń i odcienie szarości. Ściany nad torami pokryto aluminiowymi panelami. Podłogi wyłożono szarym i czarnym granitem a przy krawędziach peronów zamontowano diody LED. Poprzez galerie nad torami można przejść na stację Krasnogwardiejskaja.